# Senecio ruiz-lealii
Senecio ruiz-lealii là một loài thực vật có hoa trong họ Cúc. Loài này được Cabrera miêu tả khoa học đầu tiên năm 1950.